# Tamara Seda
Tamara Seda, née le 19 juin 1994 à Milange, est une joueuse mozambicaine de basket-ball évoluant au poste de pivot.

## Carrière
Elle participe aux championnats d'Afrique 2017 et 2019, terminant à la quatrième place, aux championnats d'Afrique 2021 et au 2023 (où elle est la meilleure rebondeuse), terminant à la cinquième place.
Elle évolue dans le club espagnol de l'Araski AES.